# Афідн
Афідн (дав.-гр. Ἄφιδνος) — персонаж давньогрецької міфології, друг Тесея, цар аттичного міста Афіднес.
Тесей, коли вкрав Єлену, відправив до нього її і свою матір Ефру, наказавши вдень і вночі сторожити їх і тримати в таємниці місце їх перебування, поки сам він з Пейрітоєм спускався в підземне царство. Коли в Аттику в пошуках сестри з'явилися Діоскури, брати Єлени Кастор і Полідевк, Афідн, безуспішно намагаючись відбити їх напад, поранив Кастора в праве плече або в праве стегно. Діоскури зрештою звільнили сестру і відправили її до батька в Спарту. 
За іншою версією Афідн всиновив Діоскурів, коли Тесея та їх вигнав з Афін Менесфей, і посвятив їх у Елевсінські містерії.